# On n'sait jamais (dans la vie)
Singles de Leslie
Je suis et je resterai
(2002) Pardonner
(2003)
On n'sait jamais (dans la vie) est le troisième single Leslie sortie en 2003.
Le titre est interprété avec Sweety et Magic System.

## Liste des pistes
1. On n'sait jamais (dans la vie) [Radio Edit] (featuring Sweety et Magic System) – 3:02
2. Le Bon choix [Version Acoustique] – 3:25

## Classement musical
| Classement (2003)            | Meilleure position |
| ---------------------------- | ------------------ |
| France (SNEP)                | 8                  |
| Suisse (Schweizer Hitparade) | 22                 |